# 南陽通り
南陽通り（なんようどおり）とは、木津川市の兜台6丁目交差点から兜台交差点までの上中高の原停止場線場の約450mの通り。
京都府立南陽高等学校・附属中学校に接続することに因んだ名称。南陽高校創立20周年記念の一環として、2004年以降、通称として用いられるようになった。

## 交通
- 木津川市コミュニティバス・南陽高校前より徒歩1分　上中高の原停止場線(通称・南陽通り)
- 近鉄京都線 高の原駅
  - 徒歩約20分
  - 奈良交通及びきのつバス乗車約5分。
- 近鉄京都線 山田川駅（普通のみ停車）
  - 徒歩約20分
- JR西日本 木津駅
  - きのつバス乗車。

## 参考
を参照。